# Disa (drottning)

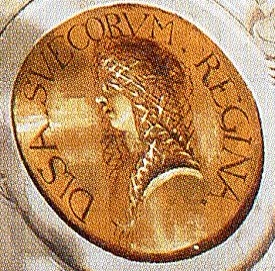
Drottning Disa såsom Johan Sylvius framställde henne på 1680-talet.

Drottning Disa är huvudpersonen i en saga av uppsvenskt ursprung. Sagan uppstod under medeltiden då hon omnämns redan av Olaus Magnus 1555. Hon är även huvudpersonen i Johannes Messenius drama "Disa" som uppfördes vid distingen i februari 1611. Skådespelet Disa författades 1611 av Johannes Messenius och det bygger på en äldre, i Asien och Europa spridd, saga om den kloka flickan som lyckas bli drottning. Hon framställdes av Olof Rudbeck i andra delen av hans "Atlantica" 1689. 
Sagan är av huvudsakligen följande innehåll enligt Arvid August Afzelius "Svenska folkets sago-häfder":
Under kung Freys (eller Sigtrud) regeringstid, hotade hunger och nöd, eftersom skörden inte räckte till för den genom långvarig fred starkt ökade befolkningen. Kungen och herredagen beslöt att alla gamla, sjukliga och lytta skulle slås ihjäl och offras åt Oden. Men Disa, en dotter till kungens rådsherre Sjustin (eller Sixten) på Venngarn i Uppland, talade hånfullt om männens klokhet och menade sig kunna giva bättre råd. Hennes tal retade kungen och för att sätta hennes fyndighet på prov inbjöd han henne komma till sig ej till fots, ej till häst, ej åkande, ej seglande, ej klädd, ej oklädd, ej inom år eller månad, ej på dag, ej på natt, ej i ny, ej i nedan. Hon löste den svåra uppgiften så, att hon spände två ynglingar för en släde och lät vid ena sidan leda en bock. Hon hade det ena benet i släden och det andra över bocken samt var klädd i ett nät. Hon kom till kungen tredje dagen före jul, som dag icke räknades till själva året, utan som utfyllnad av året, i skymningen i fullmånaden. Kungen fann sådant behag i hennes förstånd och fägring, att han tog henne till drottning. Det fattade beslutet övergavs, och efter Disas råd sändes efter lottkastning en del av folket försedd med vapen, jaktredskap och så mycket säd, som kunde erfordras till ett utsäde, till obebyggda orter norrut för att där uppodla jorden. Disas vishet aktades så högt i landet, att många svåra tvister hänsköts till hennes dom vid midvinteroffret i Uppsala, som därav fick bära namn av Disablot och Disating, varav midvintersmarknaden distingen är ett minne.